# Мусколине
Мусколине (итал. Muscoline) — коммуна в Италии, в провинции Брешиа области Ломбардия.
Население составляет 2042 человека, плотность населения составляет 204 чел./км². Занимает площадь 10 км². Почтовый индекс — 25080. Телефонный код — 0365.
В коммуне 15 августа особо празднуется Успение Пресвятой Богородицы.